# Svatý Balay
Svatý Balay byl na začátku 6. století bretaňský poustevník na území Ploermellac a mnich kláštera Landévennec. Jeho duchovním učitelem byl svatý opat Winwallus.
Jeho svátek se slaví 12. července.